# ペル数
ペル数（ぺるすう、Pell number）は自然数で、以下の漸化式で定義される数列にある項のことである。
{\displaystyle P_{1}=1,P_{2}=2\,}
{\displaystyle P_{n}=2P_{n-1}+P_{n-2}\quad (n\geq 3)}
ペル数を1から小さい順に列記すると
1, 2, 5, 12, 29, 70, 169, 408, 985, 2378, 5741, …オンライン整数列大辞典の数列 A000129
ペル数は前項を2倍した数と前々項との和になっている。なお0番目のペル数を0と定義する場合もある。
n番目のペル数は
{\displaystyle P_{n}={\frac {(1+{\sqrt {2}})^{n}-(1-{\sqrt {2}})^{n}}{2{\sqrt {2}}}}}
という式で表される。{\displaystyle \scriptstyle \left\vert 1-{\sqrt {2}}\right\vert <1} であるため、nが大きくなるにつれて隣接するペル数の比 Pn+1/Pn は白銀数 {\displaystyle \scriptstyle 1+{\sqrt {2}}} に限りなく近付く。
行列では以下のように表現される。
{\displaystyle {\begin{pmatrix}P_{n+1}&P_{n}\\P_{n}&P_{n-1}\end{pmatrix}}={\begin{pmatrix}2&1\\1&0\end{pmatrix}}^{n}}
ここから以下の恒等式が導かれる。
{\displaystyle P_{n+1}P_{n-1}-P_{n}^{2}=(-1)^{n}}
この式はペル数をフィボナッチ数に入れ替えても当てはまる。
{\displaystyle \displaystyle x^{2}-2y^{2}=\pm 1}　の自然数解 x,y を小さい順に並べるとyはペル数となる。またその x/y の値は
{\displaystyle {\frac {P_{n-1}+P_{n}}{P_{n}}}={\frac {1}{1}},{\frac {3}{2}},{\frac {7}{5}},{\frac {17}{12}},{\frac {41}{29}},{\frac {99}{70}},\dots }　とだんだん√2の値に近付く。
ペル数の内累乗数は1と169のみである。
ペル数を使った以下の式で平方三角数を計算できる。
{\displaystyle {\bigl (}(P_{k-1}+P_{k})\cdot P_{k}{\bigr )}^{2}={\frac {(P_{k-1}+P_{k})^{2}\cdot \left((P_{k-1}+P_{k})^{2}-(-1)^{k}\right)}{2}}.}
左辺は平方数、右辺は三角数を表している。
また以下の式で a2+b2=c2 を満たすピタゴラス数を表すこともできる。
{\displaystyle (a,b,c)=(2P_{n}P_{n+1},P_{n+1}^{2}-P_{n}^{2},P_{n+1}^{2}+P_{n}^{2}=P_{2n+1})}